# Urząd Bad Oldesloe-Land
Urząd Bad Oldesloe-Land (niem. Amt Bad Oldesloe-Land) – urząd w Niemczech w kraju związkowym Szlezwik-Holsztyn, w powiecie Stormarn. Siedziba urzędu znajduje się w mieście Bad Oldesloe.
W skład urzędu wchodzi dziewięć gmin:
1. Grabau
2. Lasbek
3. Meddewade
4. Neritz
5. Pölitz
6. Rethwisch
7. Rümpel
8. Steinburg
9. Travenbrück